# 宋湜
宋湜（950年—1000年），字持正，京兆長安人。
出生官宦世家。生於乾祐三年（950年），曉音律，能弈棋。太平兴国五年（980年）进士，授官將作監丞，通判梓州。累官至給事中、樞密副使。咸平三年（1000年）隨真宗北巡澶渊，途中遇疾，皇帝准他先回京師，赐以衾褥，並說：“此朕所常御者，虽故敝，亦足以御道途之寒也。”，又遣中使护送之，卒於澶州。謚忠定。

## 延伸阅读
[在维基数据编辑]
 《宋史/卷287》，出自脱脱《宋史》